# Torbay
Pour les articles homonymes, voir Torbay (homonymie).
Torbay est une baie située à proximité du comté de Devon exposée à l'est, à l'extrémité ouest de la Lyme Bay. Torbay se trouve entre les villes d'Exeter et de Plymouth, dans le sud-ouest de l'Angleterre. Torbay s'est séparé du Devon le 1er avril 1998, et jouit d'une forme d'autonomie (disposant d’une unitary authority). Torbay comme quartier administratif a été créé en 1968 par fusion des 3 boroughs de Torquay (au nord de la baie), Paignton (au centre) et Brixham (au sud), qui sont les villes principales de Torbay.

## Histoire

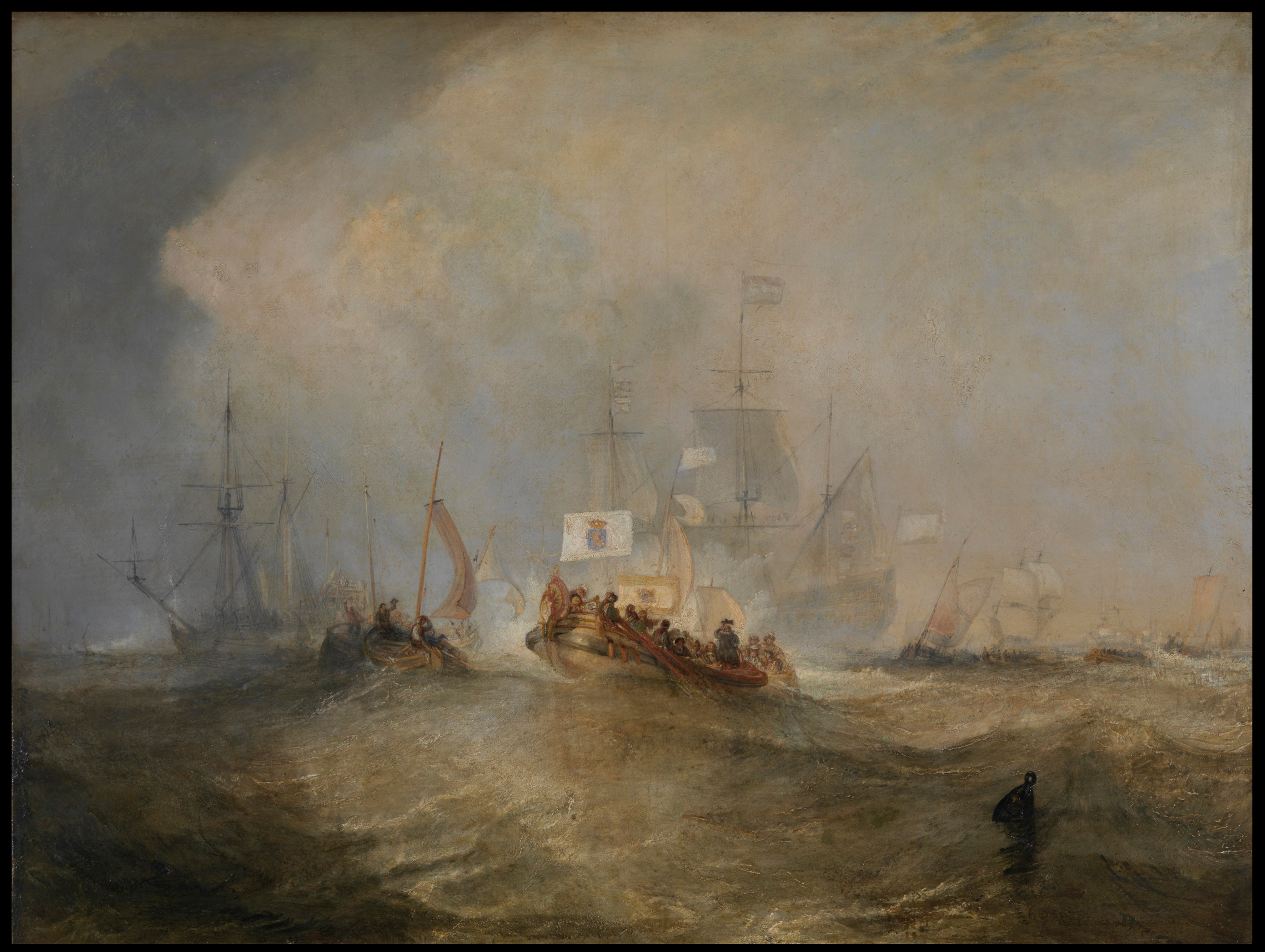
Le Prince d'Orange, Guillaume III
débarqué à Torbay
William Turner, 1832
Tate Britain, Londres

C'est au sud de Torbay, à Brixham, que débarqua, à l'automne 1688, Guillaume d'Orange (le futur Guillaume III d'Angleterre), à la tête de la plus puissante armée d'invasion qu'eût connu l'Angleterre. Cet évènement est relaté par William Turner dans un tableau exposé à la Royal Academy en 1832 et intitulé Le Prince d'Orange, Guillaume III, embarqué de Hollande et débarqué à Torbay, le 4 novembre 1688, après un passage orageux. C'était le début de la Glorieuse Révolution qui allait conduire à l'éviction de Jacques II du trône d'Angleterre.

## Description

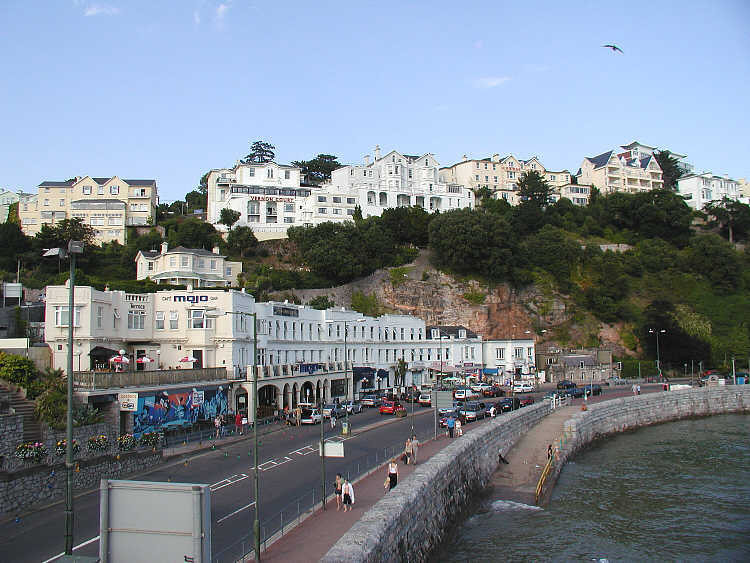
Torquay

L'extrémité nord de la baie est appelée Hope's Nose (Nez de l'Espoir en anglais), et le sud Berry Head (Tête de baie). On trouve à Torbay de belles plages à Oddicombe (en) et Babbacombe (en), qui expliquent l'attrait exercé par le borough sur les touristes britanniques. Elle est d'ailleurs surnommée la Riviera anglaise par les autorités touristiques.
En raison de la douceur du climat, on trouve des « palmiers » (Cordyline australis) sur la côte de Torbay.

## Habitants de Torbay
- Agatha Christie (1890-1976), écrivain
- Peter Cook (1937-1995), comédien né à Torquay
- Percy Fawcett (1867-c.1925), explorateur né à Torquay
- Charles Kingsley (1819-1875), écrivain
- Rudyard Kipling (1865-1936), écrivain
- Isambard Kingdom Brunel (1806-1859), ingénieur
- Wishbone Ash (depuis 1969), groupe de rock
- Richard Francis Burton (1821-1890), explorateur et traducteur
- Isaac Merritt Singer (1811-1875), inventeur et entrepreneur